# Silsila fulvipes
Silsila fulvipes là một loài tò vò trong họ Ichneumonidae.